# Tais-toi et danse !
Pour les articles homonymes, voir Tais-toi et danse (homonymie).
Tais toi et danse ! (France) ou Le Dernier Continental à Springfield (Québec) (Last Tap Dance in Springfield) est le 20e épisode de la saison 11 de la série télévisée d'animation Les Simpson.

## Synopsis
Homer regarde de près la télé mais a besoin de lunettes. Ils se rendent au centre commercial mais Bart refuse d'accompagner Marge, il va voir Homer pour son test de vue, il propose la chirurgie au laser mais il refuse de nettoyer ses yeux. Marge et Lisa regardent un film sur le tango et Lisa s'intéresse à la danse pendant ce temps Bart et Milhouse sortent du bus car Nelson voulait les frapper. Ils s'enferment dans le centre commercial jusqu'à ce qu'un puma les trouve. Lisa prend des cours de danse mais n'y arrive pas jusqu'à ce que le professeur Frink lui met un automatisme sur la chaussure.